# Герб на Стара Загора
Гербът на Стара Загора е създаден през 1979 по повод 100-годишнината от възстановяването на Стара Загора, когато общината взема решение да се изработи нов герб на града. Проектирането на новия герб е възложено на художника Христо Танев.

## Композиция
Христо Танев изработва герба във формата на т.нар. „френски щит“, която по законите на хералдиката имат право да носят градове с хилядолетна история. Символичното значение на щита е да предпазва, да защитава, да осигурява убежище и включен като основа на герба, да носи закрила. В горната си част той завършва с крепостна стена, която подчертава важното административно, военно, политическо и стопанско значение на Стара Загора по време на многовековното ѝ развитие. За прототип е използвана крепост, украсявала монети, сечени в Августа Траяна (античната Стара Загора) през 2 – 3 век.
В централната част на герба, на червен фон със златистожълт цвят, е изрисувана лъвица с лъвче, изображение от каменен релеф от 11 – 12 в., открит в Стара Загора през 1949 и станал един от символите на града. Лъвицата олицетворява майчиния инстинкт, плодородието, прераждането и поставена в централната част на герба, има не само историческо, но и дълбоко символично значение, целящо да покаже, че въпреки превратностите на времето, градът продължава да съществува и да се развива.
В най-долната част на герба на зелен фон са изобразени бразди в златистожълто, събиращи се към центъра. Те подчертават плодородието на старозагорското поле и внушават път към бъдещето.
Цветовете в герба са добре подбрани и в хармония със символите. Зеленият цвят, който обрамчва герба и е фон на долната му част, е цвят на живота и смъртта, на надеждата и радостта. Червеният цвят, използван за фона на централната част на герба, е символ на активното начало, на огъня, на здравето и силата на любовта. Златистожълтото, с което са представени лъвицата с лъвчето и браздите, е знак на светлината, интелекта, вярата и добротата.

## Стар герб
През 1959 г. е приет герб на града с автор Димитър Караджов.
Гербът е във формата на щит, разделен цветово на две части. Долната половина е зелена, а горната е светло синя. Със стилизирани изображения в долната част са показани Самарското знаме, антична арка и борче. В горната част на герба в средата е корпусът на Азотно-торовия завод, електрическият стълб от дясно символизира комплекса „Марица-Изток“, От ляво е колоната с капитела, палитра и арфа. Двете части на герба са разделени от тъмносиня ивица – напоителният канал, пресичащ града, а малката синя елипса – езерото Загорка.